# Communauté de communes Berry Grand Sud
La communauté de communes Berry Grand Sud est une communauté de communes française, située dans le département du Cher et l'arrondissement de Saint-Amand-Montrond.

## Historique
La communauté de communes "Berry Grand Sud" a été créée à compter du 1er janvier 2015. Elle résulte de la fusion des communautés  des Terres du Grand Meaulnes et de Boischaut-Marche.

## Territoire

### Géographie
Située au sud du département du Cher, la communauté de communes Berry Grand Sud regroupe 32 communes et présente une superficie de 850,6 km2.

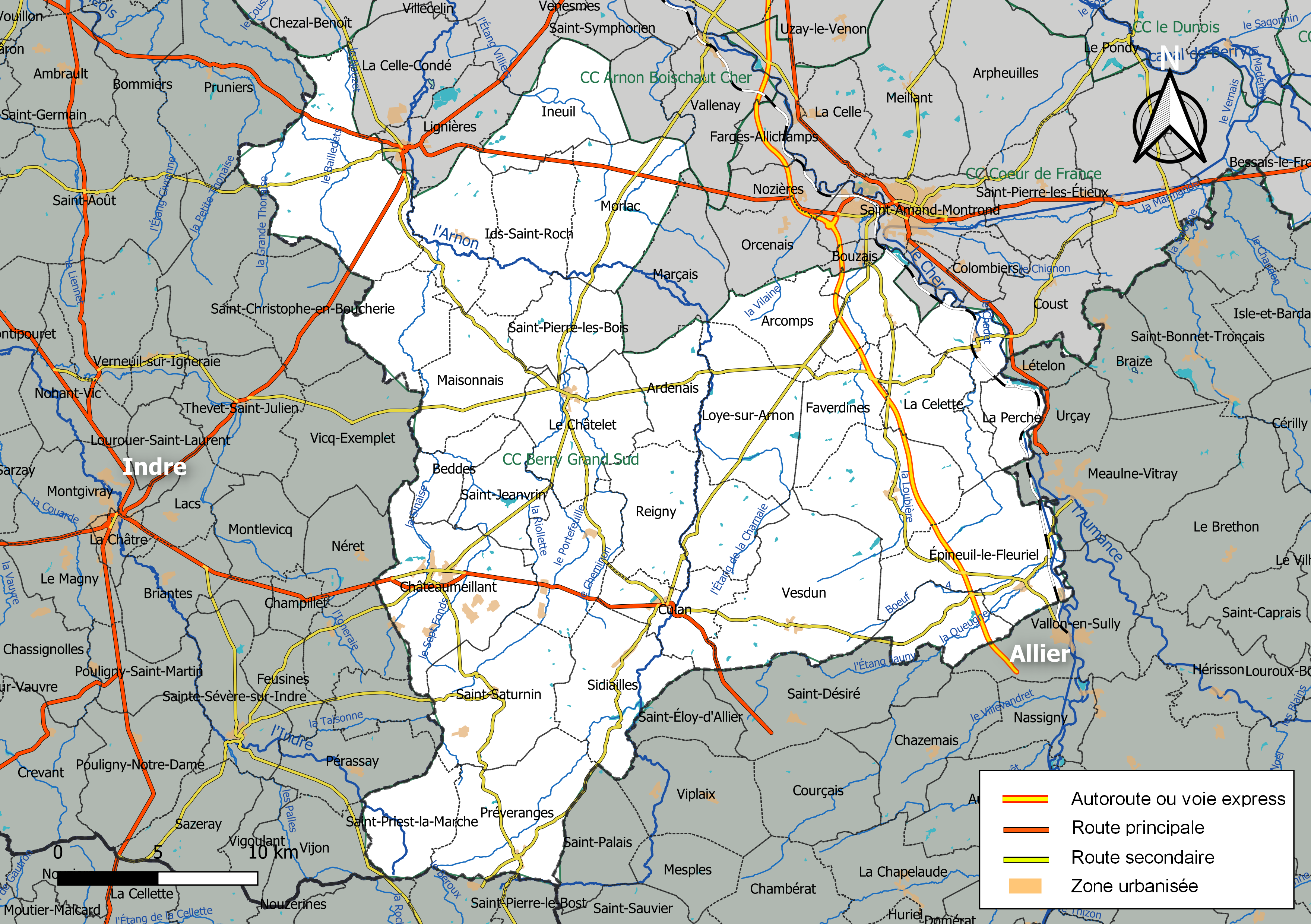
Carte de la communauté de communes Berry Grand Sud au 1er janvier 2019.

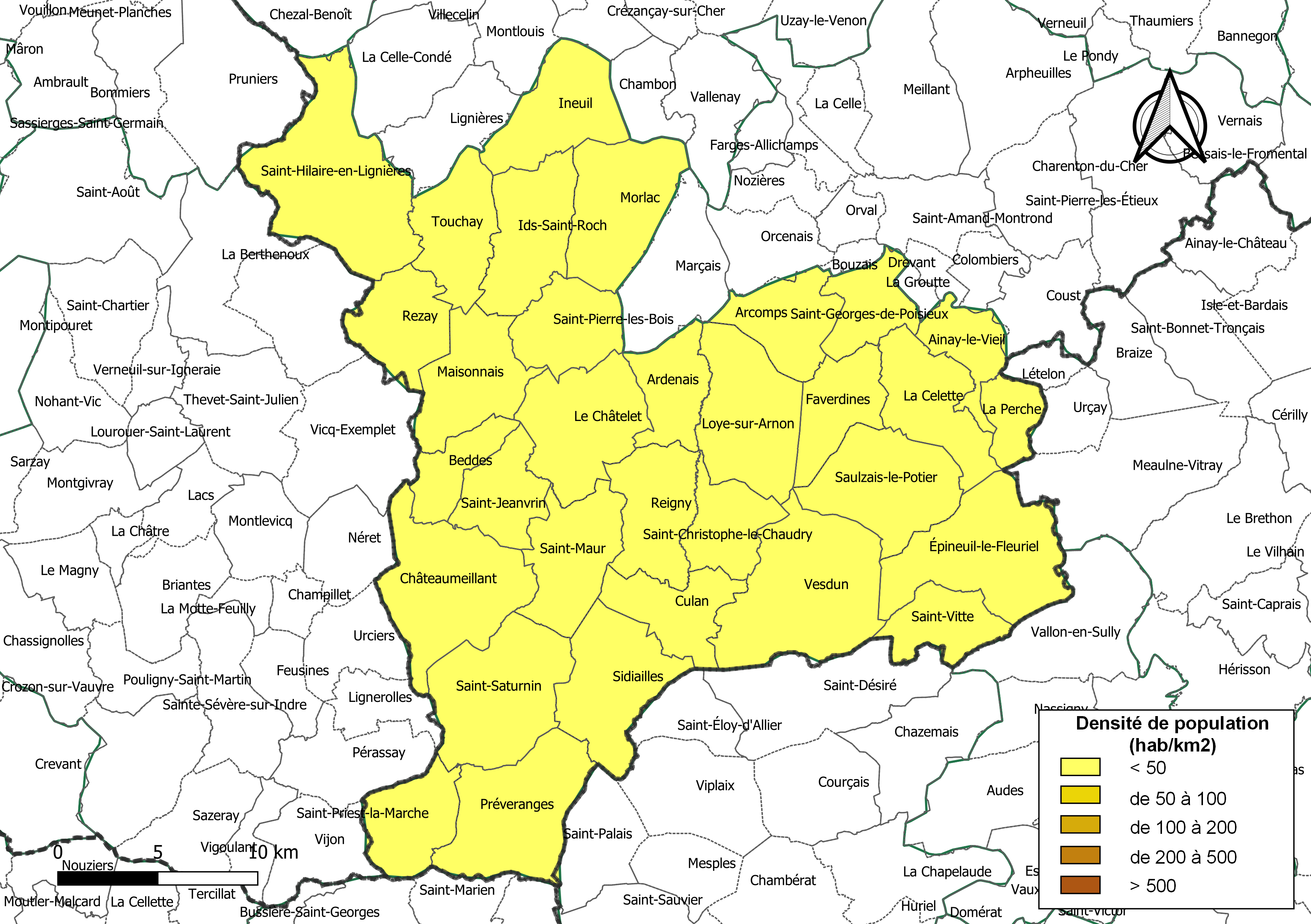
Carte des densités de population (millésimée 2016) des communes de la communauté de communes Berry Grand Sud. Composition en communes au 1er janvier 2019.

### Composition
La communauté de communes est composée des 32 communes suivantes :

| Nom                         | Code Insee | Gentilé           | Superficie (km2) | Population (dernière pop. légale) | Densité (hab./km2) |
| --------------------------- | ---------- | ----------------- | ---------------- | --------------------------------- | ------------------ |
| Le Châtelet (siège)         | 18059      | Castellois        | 32,8             | 920 (2022)                        | 28                 |
| Ainay-le-Vieil              | 18002      |                   | 13,77            | 191 (2022)                        | 14                 |
| Arcomps                     | 18009      | Arconnais         | 20,14            | 269 (2022)                        | 13                 |
| Ardenais                    | 18010      |                   | 17,55            | 203 (2022)                        | 12                 |
| Beddes                      | 18024      | Beddois           | 12,92            | 105 (2022)                        | 8,1                |
| La Celette                  | 18041      |                   | 24,81            | 204 (2022)                        | 8,2                |
| Châteaumeillant             | 18057      | Castelmeillantais | 42,48            | 1 666 (2022)                      | 39                 |
| Culan                       | 18083      | Culanais          | 20,23            | 777 (2022)                        | 38                 |
| Épineuil-le-Fleuriel        | 18089      | Épineuillois      | 41,6             | 447 (2022)                        | 11                 |
| Faverdines                  | 18093      | Faverdins         | 18,51            | 134 (2022)                        | 7,2                |
| Ids-Saint-Roch              | 18112      |                   | 27,83            | 287 (2022)                        | 10                 |
| Ineuil                      | 18114      | Ineuillois        | 27,48            | 216 (2022)                        | 7,9                |
| Loye-sur-Arnon              | 18130      | Loyens            | 34,15            | 301 (2022)                        | 8,8                |
| Maisonnais                  | 18135      |                   | 26,95            | 228 (2022)                        | 8,5                |
| Morlac                      | 18153      | Morlacois         | 32,38            | 274 (2022)                        | 8,5                |
| La Perche                   | 18178      | Perchois          | 10,45            | 192 (2022)                        | 18                 |
| Préveranges                 | 18187      | Préverangeois     | 38,16            | 522 (2022)                        | 14                 |
| Reigny                      | 18192      |                   | 24,61            | 228 (2022)                        | 9,3                |
| Rezay                       | 18193      | Rezayens          | 21,26            | 203 (2022)                        | 9,5                |
| Saint-Christophe-le-Chaudry | 18203      | Christophoriens   | 17,52            | 94 (2022)                         | 5,4                |
| Saint-Georges-de-Poisieux   | 18209      |                   | 15,61            | 435 (2022)                        | 28                 |
| Saint-Hilaire-en-Lignières  | 18216      |                   | 53,78            | 496 (2022)                        | 9,2                |
| Saint-Jeanvrin              | 18217      | Saint-Jeanvrinois | 17,53            | 166 (2022)                        | 9,5                |
| Saint-Maur                  | 18225      | Sanmauriens       | 25,62            | 258 (2022)                        | 10                 |
| Saint-Pierre-les-Bois       | 18230      | Petrubosciens     | 20,38            | 272 (2022)                        | 13                 |
| Saint-Priest-la-Marche      | 18232      |                   | 20,33            | 249 (2022)                        | 12                 |
| Saint-Saturnin              | 18234      |                   | 39,04            | 440 (2022)                        | 11                 |
| Saint-Vitte                 | 18238      | Saint-Vittois     | 16,38            | 121 (2022)                        | 7,4                |
| Saulzais-le-Potier          | 18245      | Saulzanais        | 32,38            | 476 (2022)                        | 15                 |
| Sidiailles                  | 18252      | Sidiaillais       | 31,96            | 295 (2022)                        | 9,2                |
| Touchay                     | 18266      |                   | 23,41            | 224 (2022)                        | 9,6                |
| Vesdun                      | 18278      | Vesdunois         | 48,61            | 544 (2022)                        | 11                 |

### Démographie
| 1968   | 1975   | 1982   | 1990   | 1999   | 2008   | 2013   | 2019   |
| ------ | ------ | ------ | ------ | ------ | ------ | ------ | ------ |
| 17 849 | 15 666 | 14 138 | 13 069 | 12 577 | 12 685 | 12 384 | 11 622 |

## Administration

### Siège
La communauté de communes a son siège au Châtelet.

### Élus
Le conseil communautaire de la communauté de communes se compose de 45 conseillers, représentant chacune des communes membres et élus pour une durée de six ans.
Ils sont répartis comme suit :
| Nombre de conseillers | Communes                                               |
| --------------------- | ------------------------------------------------------ |
| 7                     | Châteaumeillant                                        |
| 4                     | Le Châtelet                                            |
| 2                     | Culan, Préveranges, Saint-Hilaire-en-Lignières, Vesdun |
| 1 (+1 suppléant)      | les 26 autres communes                                 |

À l'issue des élections municipales et communautaires de 2020, Jean-Luc Brahiti a été réélu président de la communauté de communes. Il est assisté de 7 vice-présidents au sein du bureau communautaire.
Le bureau pour le mandat 2020-2026 est donc constitué du président et des 7 vice-présidents :
- 1er vice-président :  Nicolas Nauleau, maire de Culan ;
- 2e vice-président : Frédéric Durant, maire de Châteaumeillant ;
- 3e vice-présidente : Martine Fourdraine, maire d’Ids-Saint-Roch ;
- 4e vice-présidente : Bernadette Perrot-Dubreuil, maire du Châtelet ;
- 5e vice-présidente : Fabienne Levacher, maire de Rezay ;
- 6e vice-président : Jean Giraud, maire de Saint-Priest-la-Marche ;
- 7e vice-présidente : Béatrice Beurdin, maire de Saint-Georges-de-Poisieux.

### Liste des présidents
| Période | Période                       | Identité         | Étiquette | Qualité                           |
| ------- | ----------------------------- | ---------------- | --------- | --------------------------------- |
| 2015    | En cours (au 17 juillet 2020) | Jean-Luc Brahiti |           | Maire de Saint-Jeanvrin (1995 → ) |

### Compétences
L'intercommunalité exerce des compétences qui lui sont déléguées par l'ensemble des communes qui la composent. Au 1er octobre 2022, ces compétences sont au nombre de 24.

### Régime fiscal et budget
Le régime fiscal de la communauté d'agglomération est la fiscalité professionnelle unique (FPU).